# نيران صغيرة في كل مكان (رواية)
نيران صغيرة في كل مكان (بالإنجليزية: Little Fires Everywhere)، هي رواية اصدرت عام 2017 للمؤلفة الأمريكية سيليست إنغ. وتعد روايتها الثانية وحدثت في مرتفعات شيكير في اوهايو، حيث نشأت الكاتبة. تحدثت الكاتبة  عن مسقط رأسها بأنه يشبه إلى حد ما الكتابة عن أحد الأقارب. حيث ترى كل الأشياء العظيمة المتعلقة بهم، وتحبهم كثيرًا، ومع ذلك فأنت تعرف أيضًا كل تلاعبهم وأخطاءهم.
تدور أحداث الرواية حول عائلتين تعيشان في التسعينات في مرتفعات شيكير حيث تعرفوا على بعضهم عن طريق اطفالهم.

## الحبكة
تبدا القصة في عام 1998، اشتعلت النيران في منزل عائلة ريتشاردسون. حيث يشتبه ان الحريق مفتعل، وفد كانت هناك حرائق صغيرة متعددة.كما يعتقد أطفال ريتشاردسون أن الحريق كان بفعل أختهم، إيزي. قبل عام واحد، في عام 1997، أجرت إلينا ريتشاردسون الجزء العلوي من منزلها المستأجر في المدينة إلى الفنانة ميا وارن وابنتها المراهقة بيرل.وقد كان ابن إيلينا الأصغر، المراهق مودي، دائما يقود دراجته في المنزل ويلتقي بيرل، التي  في نفس سنه،  وسرعان ما أصبح بيرل ومودي صديقين وقدمها إلى أشقائه، ليكسي، تريب وإزي. بيرل، التي اعتادت على أسلوب حياة متنقل حيث تقوم هي ووالدتها بجمع المال سويًا، تعجب بعائلة ريتشاردسون ومنزلهم القائم. حيث أصبحت تقضي جزءا من وقتًها كل يوم في منزل ريتشاردسون، مما جعلها تعزز صداقتها مع تريب وتقتدي بليكسي. وتعمل ميا بدوام جزئي في مطعم صيني وتبيع صورًا الملتقطة بعناية من خلال تاجر في نيويورك. أصبحت في النهاية قلقة بشأن اقتداء بيرل بعائلة الريتشاردسون. عندما تقدم إلينا بتكرم  وظيفة لميا وهي تدبير منزلي خفيف لعائلتها، توافق ميا، بسبب انها تريد مراقبة ابنتها بيرل. ينتهي بها الأمر بمقابلة إيزي، الشخص المنبوذ في العائلة، حيث كان إيزي في معاقبا بالبقاء في المنزل بسبب دفاعه عن زميله  الذي كان يستهدفه المعلم بتعليقات عنصرية. تقترح ميا على إيزي ان يفعل شيئا حيال ذلك وينتهي بها الأمر بإعطاء إيزي فكرة كسر جميع الأقفال في المدرسة. ونتيجة لذلك، ينتهي الأمر بـإيزي ليصبح قريبًا من ميا ويعرض عليها العمل كمساعد لها.
تتم دعوة الريتشاردسون لحفلة عيد ميلاد ميرابيل ماكولو، ابنة أحد صديقات إيلينا بالتبني. تستمتع بقصة الفتاة الصغيرة وكيفية اكتشافها متروكة  في محطة إطفاء. وعندما تروى القصة لميا،  تدرك أن الطفلة هي ماي لينغ تشو، ابنة بيبي تشو، زميلة ميا في المطعم الصيني، التي تخلت عن طفلتها بعد الولادة بسبب سلسلة من الضوائق الاقتصادية. وقد كانت بيبي تبحث عن طفلتها منذ أكثر من عام. ثم تخبر ميا بيبي فيما بعد بمكان وجود ابنتها، على الرغم من أن عائلة مكولوس ترفض السماح لها برؤية ابنتها وهددتها بتطاول. تشعر بيبي باليأس لأنها لا تملك المال للمحامين، لكن ميا تنصحها بإخبار الصحافة المحلية، وهو ما تفعله بنجاح. حيث تؤدي الفضيحة المحلية  إلى حصول بيبي على حقوق الزيارة والمساعدة من محام يعمل بشكل مجاني. وتكتشف إيلينا أن بيبي عرفت أن طفلها كان مع  عائلة ماكولوس من خلال ميا تتحرك إيلينا  غاضبة نيابة عن أصدقائها، كما أن طبيعة ميا السرية تثير فضولها، وتبدأ في التحقيق في ماضي ميا. من خلال صورة غامضة لميا وجدتها في متحف، وقد تمكنت في النهاية من تعقب والدي ميا.وتعلم من خلالهم  أن بيرل ابنة حبلت بها ميا ليتبناها زوجين ثريين من نيويورك لم يكن لديهما أطفال. وبعد وفاة شقيقها وخيبة أمل عائلتها، لم تستطع مواجهة فكرة التخلي عن طفل من شحمها ولحمها.حيث أخبرت الزوجين أنها أجهضت وهربت.و بعد فترة وجيزة، ولدت بيرل، ولم يسمع والدا ميا عنها منذ ذلك الحين. ليكسي  حامل وتطلب من بيرل أن تأتي معها لإجراء الإجهاض. خوفًا من اكتشاف حملها، تستخدم ليكسي اسم بيرل في العيادة. وعندما تأخذ بيرل ليكسي إلى المنزل للتعافي بعد الإجهاض، تقابلهم ميا، التي تعتني بـليكسي وتتعاطف معها.
تعزز بيرل صداقتها مع تريب ويبدأ الاثنان بقراءة الكتب في قبو صديق لهم.  تصادف ان تكون بيرل  بمفردها مع تريب في منزلها وعندما يرى مودي الاثنين يغادران وهما يمسكان بأيديهما، يدرك ما يجري، ويتوقف هو بيرل عن التحدث بسبب غيرته من صداقتهما. وفي الجانب الآخر تستمر المحاكمة بين عائلة مكولوس وبيبي تشو، ولكن حتى السيد ريتشاردسون، الذي يحامي نيابة عن الشعب وعائلة مكولوس، يبدأ في الشعور بالانقسام بشأن القضية. تحقق إيلينا، التي لا تزال حريصة على مساعدة صديقتها، في الشك في أن بيبي قد أجهضت، وتكتشف، وتصدم، بأن بيرل مدرجة القائمة على أنها أجريت لها عملية جراحية واحدة. وتذهب إلينا لمواجهة مودي بشأن كونه الأب، لكنه أخبرها بأنها تتهم الابن الخطأ، وهو سمعت إزي الحديث الذي دار بينهما. تخسر بيبي تشو  قضيتها. تذهب إلى منزل ميا من أجل الراحة، وتخبر ميا بيبي أن ابنتها ستكون دائمًا ملكًا لها. بعد فترة وجيزة، وصلت إلينا وأخبرت ميا أنها تعرف عن أصول بيرل قبل أن تخبرها أنها يجب أن تخرج من بيتها. على الرغم من أنها تفعل ذلك لأنها تعتقد أن بيرل قد أجهضت، فقد فقدت ادلتها على مصداقيتها. ومع ذلك، تذهب ميا إلى مدرسة بيرل وتقول لها أنه يجب عليهم الرحيل. بيرل مترددة في الذهاب، لكن ميا تشرح لها عن والدها البيولوجي وتقبل الرحيل بتردد. قبل أن يغادروا، تصطدم ميا بإيزي.وهي  غير قادرة على قول وداعًا، تحاول ميا شرح أفعالها باستخدام الاستعارة حول حرائق البراري. في النهاية، تمكنت إيزي من حل لغز اختفاء ميا  وبيرل معًا. وتدرك أيضًا أن مودي وليكسي وتريب قد استغلوا بيرل بطريقتهم الخاصة وغضبت منهم. وباختيار اللحظة التي يكون فيها الجميع خارج المنزل، تبدأ حرائق صغيرة على أسرة الجميع - دون أن تدرك أن والدتها كانت لا تزال في المنزل، على الرغم من أن إيلينا تمكنت من الهروب من الحريق دون أن تصاب بأذى. بعد الحريق، يذهب الريتشاردسون إلى منزل الإيجار، الذي تم إخلاؤه الآن من قبل وارنز، حيث وجدوا أن ميا تركت لهم الصور والسلبيات لكل شخصية لكل منهم.
تتسلل بيبي تشو، باستخدام كلمات ميا كمصدر إلهام، إلى منزل مكالوس وتختطف ابنتها، وتطير معها إلى كانتون.وينفق  عشرات الآلاف من الدولارات في البحث عنهم دون جدوى.وفي النهاية، تمت الموافقة على  طلب عائلة ماكولوس لتبني طفل من الصين، على الرغم من الحداد على فقدان ميرابيل. سلك ميا  وبيرل الطريق المفتوح، وخططتا للتواصل مع عائلة ميا ووالدا بيرل في وقت ما في المستقبل. وتهرب إيزي إلى بيتسبرغ باسم والدا ميا، وتعهد على نفسها بأنها إذا تم القبض عليها وإعادتها، فسوف تستمر في الفرار حتى لا تضطر إلى العودة مرة أخرى. تُترك `` إيلينا '' مدركة أن خوفها الأعظم، بفقدانها لإزي، قد تحقق، وتعهدت بقضاء بقية حياتها في البحث عن ابنتها.

## الشخصيات الرئيسية
عائلة ريتشاردسون
- إيلينا ريتشاردسون - مقيمة من الجيل الثالث  في مرتفعات شيكير وتكتب للصحيفة المحلية بيل ريتشاردسون - محام بارز ليكسي ريتشاردسون - أكبر أبناء الريتشاردسون وهي في سنتها الاخيرة في المدرسة الثانوية
- تريب ريتشاردسون - ثاني أكبر أبناء الريتشاردسون وهو لاعب هوكي
- مودي ريتشاردسون - وهو طيب وذو نية صافية. وهو الشخص الذي يعرف بيرل لعائلته ويصادقها
- إيزي ريتشاردسون - منبوذة العائلة التي ترفض أسلوب حياة الريتشاردسون ونظرتهم الفوقية بسبب طبقتهم الاجتماعية.
- وارنز
- ميا وارن - مصورة محترفة في الرسومات الفريدة. لقد عاشت حياة متنقلة طوال حياتها من اجل بيرل وترفض أن تخبرها من هو والدها
- بيرل وارن - ابنة ميا التي في نفس عمر مودي
- بيبي تشو زميلة ميا، التي تريد طفلها المهجور من عائلة ماكولوس
- عائلة ماكولوس
- ليندا ماكولوس - صديقة الطفولة لـإيلينا
- ميرابيل/مي لينق تشو- ابنة ليندا  بالتبني.

## حفلة الاستقبال
في كتابته لصحيفة الغارديان، وجد ليونيل شريفر أن الكتاب «جيد جدًا ومع ذلك لم يشعر بالدفء تجاهه».
  تم التصويت على الكتاب باعتباره الفائز بجائزة Goodreads Choice للخيال في عام 2017 وهي جائزة مرموقة للمؤلفين.  كانت أيضًا أفضل رواية مبيعا على موقع أمازون لعام 2017.

## الاقتباس التلفزيوني
أنتجن ريس ويذرسبون وكيري واشنطن  مسلسلًا تلفزيونيًا قصيرا بالتعاون مع شبكة هولو حيث تم اقتباس المسلسل من الرواية وهو مكون من 8 حلقات. حيث يلعب كل من ويذرسبون وواشنطن دور البطولة فيه. من المقرر أن تكون ليز تيجيلاريس هي المنتج المسرحي والمنتج التنفيذي. ومن المقرر أن تكون كاتبة الرواية سلستي منتجًا أيضًا.

## الإلهام
(ن.ج) من شاكير هايتس، أوهايو، حيث تدور الأحداث في هذا الكتاب.  قالت أنه وبعد عقد منمغادرتها شاكيرهايتس، تقدر كل الجوانب الغير اعتيادية بشاكير هايتس، ورغبت بتأليف قصة تجسد فيها بعضا من هذه الجوانب في مجتمعها -شاكير هايتس-  
اختارت تضمين التبني المختلط(بين عرقين مختلفين) في الرواية لأنه قضية تشمل الطبقات الاجتماعية والأعراق والأمومة في وقت واحد.  في حوار مع مجلة لوس أنجلوس ريفيو أوف بوكس، قال (ن.ج)، "إن العديد من عمليات التبني اليوم تتم بين أعراق مختلفة، وهو ما يثير أسئلة معقدة حقًا حول كيفية تعاملنا مع الأعراق والعنصرية في أمريكا والحديث عنهما". 
1. 1 2  Avila, Pamela. "Disruption for Change: An Interview with Celeste Ng". BLARB (بالإنجليزية الأمريكية). Archived from the original on 2024-08-07. Retrieved 2020-11-11.
2. 1 2  Avila, Pamela. "Disruption for Change: An Interview with Celeste Ng". BLARB (بالإنجليزية الأمريكية). Archived from the original on 2024-08-07. Retrieved 2020-11-16.